# Poggio Berni
Poggio Berni ist eine Fraktion und Gemeindesitz der italienischen Gemeinde (comune) Poggio Torriana in der Provinz Rimini, Region Emilia-Romagna.

## Geografie
Der Ort liegt etwa 16 km westsüdwestlich von Rimini an der orographisch linken Uferseite der Marecchia unweit der Grenze zur Provinz Forlì-Cesena.

## Geschichte
Der ursprüngliche lateinische Name Podium Hibernorum bedeutet winterliches Plateu. Später gehörte der Ort als Lehen den Malatesta, die 1335 die Burg errichteten. Poggio Berni war bis 2013 eine eigenständige Gemeinde und schloss sich am 1. Januar 2014 mit der Nachbargemeinde Torriana zur neuen Gemeinde Poggio Torriana zusammen. Zum Gemeindegebiet gehörten auch die Ortsteile Camerano, Sant’Andrea, Santo Marino und Trebbio. Nachbargemeinden waren Borghi (FC), Santarcangelo di Romagna, Torriana und Verucchio.